# 泰安县 (黑龙江省)
泰安县，中国旧县名。
1947年，中共政权改依安县置。治所在今黑龙江省依安县依安镇。因与山东省泰安县重名，1952年6月，中华人民共和国政务院批准复名依安县。1955年8月，县治泰安镇改名依安镇。